# Goldlachse
Die Goldlachse (Argentinidae) leben im Atlantik, im Mittelmeer, im Indischen Ozean und im Pazifik. Die größte und namensgebende Art, der Goldlachs (Argentina silus), lebt im Nordatlantik von Spitzbergen bis Irland, auch in tieferen Zonen der Nordsee, und von der Davisstraße bis zur Neufundlandbank.

## Merkmale
Goldlachse haben einen schlanken, mit Rundschuppen bedeckten Körper und werden 8 bis 70 Zentimeter lang. Ihre Augen sind groß und haben Fettlider. Die Rückenflosse sitzt vor den Bauchflossen. Die Brustflossen setzen tief an. Eine Fettflosse ist vorhanden und befindet sich über der Afterflosse. Pylorusschläuche (Appendices pyloricae) sind vorhanden. Die Fische haben vier bis sechs Kiemenstrahlen und 43 bis 70, meist 46 bis 55 Wirbel.
Flossenformel: Dorsale 10–14, Anale 10–17, Ventrale 10–15, Pectorale 11–25

## Gattungen und Arten
Es gibt 26 Arten in zwei Gattungen:
- Gattung Argentina Linnaeus, 1758

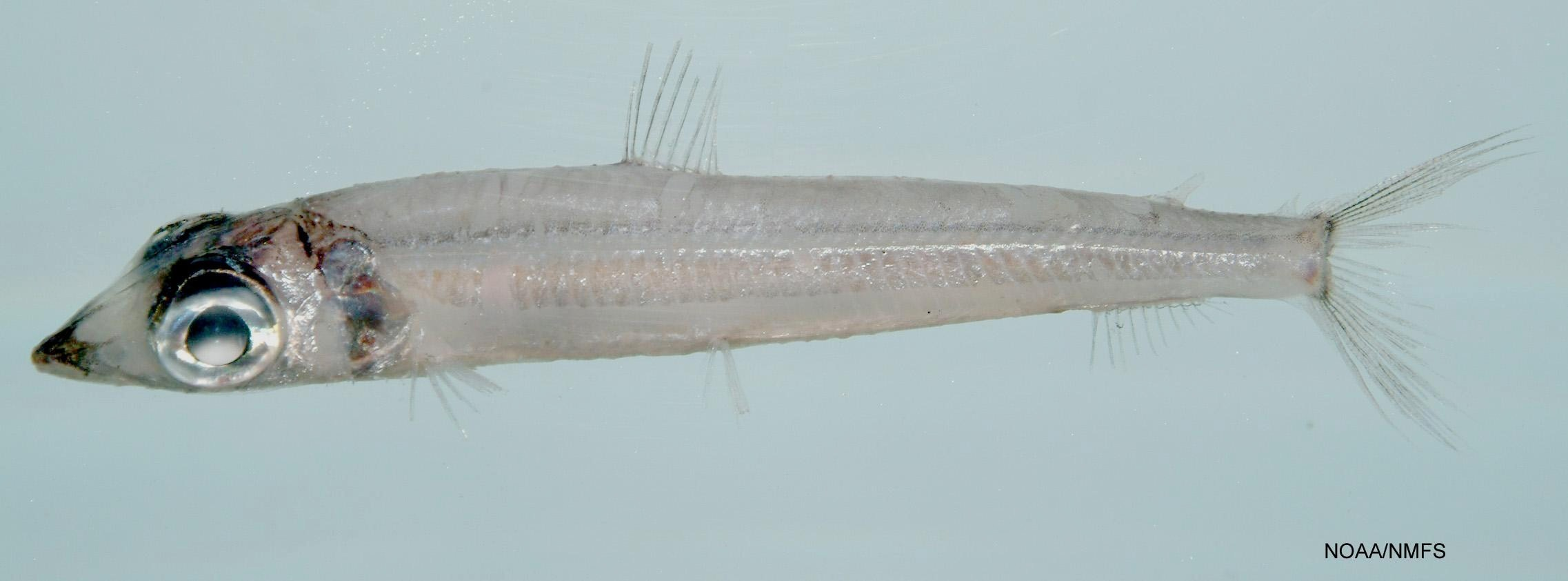
Argentina striata

  - Argentina aliceae Cohen & Atsaides, 1969
  - Argentina australiae Cohen, 1958
  - Argentina brucei Cohen & Atsaides, 1969
  - Argentina elongata Hutton, 1879
  - Argentina euchus Cohen, 1961
  - Argentina kagoshimae Jordan & Snyder, 1902
  - Argentina sialis Gilbert, 1890
  - Goldlachs (Argentina silus) (Ascanius, 1775)
  - Glasauge (Argentina sphyraena) Linnaeus, 1758
  - Argentina striata Goode & Bean, 1896
- Gattung Glossanodon Guichenot, 1867
  - Glossanodon australis Kobilyansky, 1998
  - Glossanodon elongatus Kobilyansky, 1998
  - Glossanodon leioglossus (Valenciennes, 1848)
  - Glossanodon lineatus (Matsubara, 1943)
  - Glossanodon macrocephalus Bineesh & Endo, 2019[1]
  - Glossanodon melanomanus Kobilyansky, 1998
  - Glossanodon polli Cohen, 1958
  - Glossanodon pseudolineatus Kobilyansky, 1998
  - Glossanodon pygmaeus Cohen, 1958
  - Glossanodon semifasciatus (Kishinouye, 1904)
  - Glossanodon struhsakeri Cohen, 1970